# バンドブーム
バンドブームとは、日本でバンド演奏が中高生や若者の間で流行した一連のブームをいう。バンドが演奏する音楽を聞くだけではなく、自ら楽器を演奏する人口が増えたことが特徴で、一種の社会現象であった。1990年代に、マーケット用語としてJ-ROCKという名称を使用した。

## 1960年代中期エレキ・ブーム～グループ・サウンズ
サーフィンミュージック（エレキ・ブーム）は、主にザ・ベンチャーズを中心とした、エレクトリック・ギターを用いた器楽曲の流行に伴うブームである。日本の電気楽器産業の出発点とも考えられる。ヒットチャートから楽器演奏に興味を持った人口が増加したものの、当時の楽器は輸入品で高価だったこともあり、国産の電気楽器が低コストを売りに参入することになる。楽器人口の増加からコンテストが開かれるようになった。ブームは1965年のザ・ベンチャーズ再来日時がピークとされている。フジテレビジョン『勝ち抜きエレキ合戦』によりアマチュアバンドのコンテストがお茶の間に届けられた。1960年代中期 - 後期におけるグループ・サウンズ（GS）ブームも楽器演奏人口の増加を伴う流行であった。1966年の後半からザ・タイガースなどのヒットによりブームが始まる。音楽史的には上記のサーフィンミュージックの後にカレッジフォークブームなどが有り、後にGSブームが起こるという記述がある。GSブーム時にはジャズ喫茶がライブハウスの原型としてバンドの活動の場となっていく。

## 1980年代中盤〜後半フォークロック
1980年代中盤になると浜田省吾・長渕剛といったフォークロックスタイルの歌手も人気となるが、バンドの形態ではなく歌手一人での売出し活動であった。

## バンドブーム前夜（第一次バンドブーム）
1980年代に突入すると、ソロ歌手でロック音楽を歌唱する歌手が増える。浜田麻里、小比類巻かほる、渡辺美里等である。またロックバンドか次々登場する。サザンオールスターズ、世良公則&ツイスト、RCサクセション、イエロー・マジック・オーケストラらがヒットチャートを席巻。フォークソング 、ニューミュージックに続きロックがヒットチャートを席巻する時代の幕開けとなった。1970年代後半 - 1980年代前半にかけて開催されたヤマハ主催のコンテストである「EastWest」および「8・8ロックデイ」、ヤマハポピュラーソングコンテスト」がバンドの登竜門的な役割を果たしている。特筆すべきはコンテストからメジャー・デビューしてヒットチャートにあがりブームになるという流れが出来たことで、ラジオなどから流れてくる洋楽がヒットチャートの上位に来てからブームが始まった事に比較すると正反対の流れであった。また、メディアに依存することなく、ライブ・ハウスでの評判をきっかけにメジャー・デビューする独自性の高いグループも目立つようになり、特に80年代に入り音楽誌で多く取り上げられるようになるなど、市場に新しい勢力を確立し、第二次バンドブームへの礎を作った。

## 第二次バンドブーム始まる
バンドブームとは1980年後半から1990年前半までの第二次バンドブームを指すことが多い

## 1980年代後半ホコ天・イカ天
TBSの深夜番組『平成名物TV』内の一コーナー『三宅裕司のいかすバンド天国』（通称『イカ天』。放送期間：1989年2月～1990年12月）、ソニー・マガジンズ刊の雑誌が火付け役となったもの。『イカ天』は対バン形式で審査を行うもので、その審査がやたらに厳しい事でも知られていたが、同時に多くの個性的なアマチュア／ホコ天バンドが世に出るきっかけにもなった。1990年、『イカ天』に出演し話題になったたまの「さよなら人類」やBEGINの「恋しくて」がヒットした。

### 主なイカ天バンド
- たま
- BEGIN
- カブキロックス等

## 1980年代終盤〜1990年代前半バンドブーム
1980年代終盤から1990年代前半にかけてアイドル、ヒットチャート番組の衰退と入れ替わるようにして起こったロックバンドの一大ブームが起きる。
HOUND DOG、
レベッカなど1980年代から活動していたバンドの他、多彩なロックのサブジャンルが生じ、ヒットチャートを賑わした。

## 1980年代終盤ソロ歌手のロック
1980年代終盤〜ロック音楽としてはバンドとして売り出さず、ソロ（歌手名）で売り出すアーティストも多く見られた。浜田麻里、小比類巻かほる、久宝留理子、渡辺美里等。

### ビートロック
- BOØWY
- BUCK-TICK

### デジタルロック
- TM NETWORK

### 女性メタル、ハードロック、ガールズバンド
- プリンセス プリンセス
- SHOW-YA
- GO-BANG'S

### LAメタルグラムロック系
- ZIGGY

### 和製ファンクバンド
- 米米CLUB

### ポストパンク
- PERSONZ

### メタル（および後のヴィジュアル系）
- X

### パンクロック
- THE BLUE HEARTS
- JUN SKY WALKER(S)等が台頭。

## J-ROCK
1980年代後半にJ-POPという言葉が生まれ、その派生語としてJ-ROCKという言葉が使われた。
1990年代に、マーケット用語としてJ-ROCKという名称を使用しはじめた。

### 1980年代後半1990年代J-ROCKの主なバンド
- 爆風スランプ[5]
- LINDBERG
- JUN SKY WALKER(S)
- アンジー
- ZIGGY
- JITTERIN'JINN
- UNICORN
- THE BOOM
- プリンセス プリンセス
- HOUND DOG
- レベッカ
- 真心ブラザーズ
- センチメンタル・バス
- JUDY AND MARY
- Hysteric Blue等のバンドはCDショップのCD売場の「J-ROCK」の棚に並べられた。

### 日本人ロック表拍ノリ論争
日本、日本人の音楽には最初の1拍を打つ表拍の曲が多いと指摘される事がある。
- JITTERIN'JINN「夏祭り (JITTERIN'JINNの曲)」
- ZARD「負けないで」
- 爆風スランプ「Runner」
- 大事MANブラザーズバンド「それが大事」
- THE 真心ブラザーズ「どか〜ん」
- センチメンタル・バス「Sunny Day Sunday」

### 1990年代J-ROCKのリバイバル
近年では「1990年代J-ROCKのリバイバル」をテーマに掲げて活動するバンドもいる。
- Q'ulle（キュール）『EMOTION』[7]

## バンドブームのその後

### ビーイングブーム
1990年代に入ると、ZARDや大黒摩季らのビーイングブームが起きた。

### 小室サウンド
安室奈美恵やtrfら小室ファミリーブームが最盛期を迎え、CD売上はピークとなり、ヒット曲が連発されるようになっていった。

### ヴィジュアル系ブーム
Xを筆頭にLUNASEAやGLAYなど、現在ではヴィジュアル系と言われるバンドも次第に増えていった。

### ノスタルジックなロック
UNICORNメンバー奥田民生、スピッツ、Mr.Children等の「ノスタルジック」と形容されるロックもヒットした。

### グラムロックやラテンロック、ファンクロック等
グラムロック要素を持ったTHE YELLOW MONKEY、ラテン・ロック要素のポルノグラフィティ、ファンクロックではウルフルズ等がヒットした。

### フォークロック
バンド形態では無いがソロギター弾き川本真琴がヒットした。

### ミリオンセラーと衰退
カラオケの流行もありCDの売り上げが爆発的に増え、ミリオンセラーを連発するようになるが、バンドブームは急速に衰退した。